# Ariomma regulus
La arioma pintada o pastorcillo aquillado (Ariomma regulus) es una especie de pez de la familia Ariommatidae.

## Morfología
Los machos pueden alcanzar una longitud total de 25 cm, pero con más frecuencia no superan los 18 cm.

## Hábitat
Su hábitat natural es demersal; en profundidades comprendidas entre 0 y 500 m.

## Distribución geográfica
Oeste del océano Atlántico: desde Nueva Jersey (EUA) y el norte del Golfo de México hasta la costa septentrional de América del Sur, pasando por las Antillas.

### Obras generales
- Eschmeyer, W.N., ed. (1998), Catalog of Fishes (CD), Special Publication of the Center for Biodiversity Research and Information (en inglés), 1-3 (1), San Francisco, California (EUA): California Academy of Sciences, ISBN 9780940228474.
- Helfman, G.; Collette, B.; Facey, D. (1997), The diversity of fishes (en inglés), Malden, Massachusetts (EUA): Blackwell Science, ISBN 9780865422568.
- Hoese, D.F. (1986),  Smith, M.M; Heemstra, P.C., eds., Smiths' sea fishes (en inglés), Berlín (Alemania): Springer-Verlag, ISBN 9783540168515.
- Moyle, P.; Cech, J. (2004), Fishes: An Introduction to Ichthyology (en inglés) (5.ª edición), Upper Saddle River, Nueva Jersey (EUA): Pearson Prentice-Hall, ISBN 9780131008472.
- Nelson, J. (2006), Fishes of the World (en inglés) (4.ª edición), Nueva York (EUA): John Wiley and Sons, ISBN 9780471250319.
- Wheeler, A. (1985) [Primera edición en 1900], The World Encyclopedia of Fishes (en inglés) (2.ª edición), Londres: Macdonald, ISBN 9780356107158.